# ربرتو اینسینیه
روبرتو اینسینیه (ایتالیایی: Roberto Insigne؛ زادهٔ ۱۱ مهٔ ۱۹۹۴) بازیکن فوتبال اهل ایتالیا است که در پست مهاجم برای باشگاه فوتبال بنونتو بازی می‌کند.

## باشگاهی
از باشگاه‌هایی که در آن بازی کرده‌است می‌توان به باشگاه فوتبال آولینو، باشگاه فوتبال ناپولی، باشگاه فوتبال پروجا، باشگاه فوتبال رجینا و باشگاه فوتبال پارما اشاره کرد.

## تیم ملی
وی همچنین در تیم‌های ملی فوتبال زیر ۱۸ سال ایتالیا، زیر ۱۹ سال ایتالیا و زیر ۲۱ سال ایتالیا بازی کرده‌است.